# Estádio Olímpico Marechal Idriss Déby Itno
O Estádio Olímpico Marechal Idriss Déby Itno (em francês: Stade Olympique Maréchal Idriss Déby Itno) é um estádio multiuso localizado na cidade de Jamena, capital do Chade. Oficialmente inaugurado em 23 de maio de 2025, é o maior estádio do país em capacidade de público e a prinicipal casa onde a Seleção Chadiana de Futebol manda suas partidas amistosas e oficiais por competições continentais. Conta com capacidade máxima para 30 000 espectadores.